# Denver Nuggets 2018-2019
La stagione 2017-2018 dei Denver Nuggets è stata la 43ª stagione della franchigia nella NBA.

## Draft
| Giro | Scelta | Giocatore         | Ruolo | Nazionalità | Università/Squadra |
| ---- | ------ | ----------------- | ----- | ----------- | ------------------ |
| 1    | 14     | Michael Porter    | AP    | Stati Uniti | Missouri Tigers    |
| 2    | 41     | Jarred Vanderbilt | AP    | Stati Uniti | Kentucky Wildcats  |
| 2    | 58     | Thomas Welsh      | C     | Stati Uniti | UCLA Bruins        |

## Roster
| \| Pos. \| Num. \| Naz. \| Nome \| Altezza \| Peso \| Data nascita \| Provenienza \| \| ---- \| ---- \| ----------------------------------------------------- \| ---------------------------- \| ------- \| ------ \| ------------ \| -------------- \| \| P \| 0 \| Stati Uniti (bandiera) \| Thomas, Isaiah \| 175 cm \| 84 kg \| 07-02-1989 \| Washington \| \| AP \| 1 \| Stati Uniti (bandiera) \| Porter, Michael \| 208 cm \| 95 kg \| 29-06-1998 \| Missouri \| \| A \| 2 \| Stati Uniti (bandiera) \| Bol, Bol \| 220 cm \| 109 kg \| 16-09-1999 \| Oregon \| \| G/AP \| 3 \| Stati Uniti (bandiera) \| Craig, Torrey \| 198 cm \| 98 kg \| 19-12-1990 \| USC Upstate \| \| AG \| 4 \| Stati Uniti (bandiera) \| Millsap, Paul \| 203 cm \| 112 kg \| 10-02-1985 \| Louisiana Tech \| \| G/AP \| 5 \| Stati Uniti (bandiera) \| Barton, Will \| 198 cm \| 86 kg \| 06-01-1991 \| Memphis \| \| AG \| 7 \| Canada (bandiera) · Stati Uniti (bandiera) \| Lyles, Trey \| 208 cm \| 106 kg \| 05-11-1995 \| Kentucky \| \| AP \| 8 \| Stati Uniti (bandiera) \| Vanderbilt, Jarred \| 206 cm \| 97 kg \| 03-04-1999 \| Kentucky \| \| P \| 11 \| Stati Uniti (bandiera) \| Morris, Monté \| 191 cm \| 79 kg \| 27-06-1995 \| Iowa State \| \| G \| 14 \| Stati Uniti (bandiera) \| Harris, Gary \| 193 cm \| 95 kg \| 14-09-1994 \| Michigan State \| \| C \| 15 \| Serbia (bandiera) \| Jokić, Nikola \| 208 cm \| 113 kg \| 19-02-1995 \| Serbia \| \| A \| 20 \| Stati Uniti (bandiera) \| Lydon, Tyler \| 203 cm \| 103 kg \| 09-04-1996 \| Syracuse \| \| G/AP \| 23 \| Trinidad e Tobago (bandiera) · Stati Uniti (bandiera) \| Akoon-Purcell, DeVaughn (TW) \| 198 cm \| 91 kg \| 05-06-1993 \| Illinois State \| \| AG/C \| 24 \| Stati Uniti (bandiera) \| Plumlee, Mason \| 211 cm \| 116 kg \| 05-03-1990 \| Duke \| \| G \| 25 \| Stati Uniti (bandiera) \| Beasley, Malik \| 196 cm \| 89 kg \| 26-11-1996 \| Florida State \| \| G \| 27 \| Canada (bandiera) \| Murray, Jamal \| 193 cm \| 94 kg \| 23-02-1997 \| Kentucky \| \| P \| 34 \| Italia (bandiera) \| Esposito, Emmanuele J. \| 179 cm \| 78 kg \| 16-03-2000 \| Long Island \| \| A \| 41 \| Spagna (bandiera) \| Hernangómez, Juancho \| 206 cm \| 104 kg \| 28-09-1995 \| Spagna \| \| C \| 45 \| Stati Uniti (bandiera) \| Welsh, Thomas (TW) \| 213 cm \| 116 kg \| 03-02-1996 \| UCLA \| | Allenatore - Michael Malone Assistente/i - David Adelman - Ryan Bowen - Jordi Fernández - Chuck Hayes - Charles Klask - Wes Unseld jr. - Bob Weiss - Mark Price - John Beckett - Stephen Graham - Ognjen Stojaković Legenda - (C) Capitano - (FA) Free agent - (S) Sospeso - (TW) Contratto Two-way - (GL) Assegnato a squadra G League affiliata - Infortunato Roster • Transazioni · Ultima transazione: 14 ottobre 2018 |                                                       |                              |         |        |              |                |
| Pos. | Num. | Naz.                                                  | Nome                         | Altezza | Peso   | Data nascita | Provenienza    |
| P | 0 | Stati Uniti (bandiera)                                | Thomas, Isaiah               | 175 cm  | 84 kg  | 07-02-1989   | Washington     |
| AP | 1 | Stati Uniti (bandiera)                                | Porter, Michael              | 208 cm  | 95 kg  | 29-06-1998   | Missouri       |
| A | 2 | Stati Uniti (bandiera)                                | Bol, Bol                     | 220 cm  | 109 kg | 16-09-1999   | Oregon         |
| G/AP | 3 | Stati Uniti (bandiera)                                | Craig, Torrey                | 198 cm  | 98 kg  | 19-12-1990   | USC Upstate    |
| AG | 4 | Stati Uniti (bandiera)                                | Millsap, Paul                | 203 cm  | 112 kg | 10-02-1985   | Louisiana Tech |
| G/AP | 5 | Stati Uniti (bandiera)                                | Barton, Will                 | 198 cm  | 86 kg  | 06-01-1991   | Memphis        |
| AG | 7 | Canada (bandiera) · Stati Uniti (bandiera)            | Lyles, Trey                  | 208 cm  | 106 kg | 05-11-1995   | Kentucky       |
| AP | 8 | Stati Uniti (bandiera)                                | Vanderbilt, Jarred           | 206 cm  | 97 kg  | 03-04-1999   | Kentucky       |
| P | 11 | Stati Uniti (bandiera)                                | Morris, Monté                | 191 cm  | 79 kg  | 27-06-1995   | Iowa State     |
| G | 14 | Stati Uniti (bandiera)                                | Harris, Gary                 | 193 cm  | 95 kg  | 14-09-1994   | Michigan State |
| C | 15 | Serbia (bandiera)                                     | Jokić, Nikola                | 208 cm  | 113 kg | 19-02-1995   | Serbia         |
| A | 20 | Stati Uniti (bandiera)                                | Lydon, Tyler                 | 203 cm  | 103 kg | 09-04-1996   | Syracuse       |
| G/AP | 23 | Trinidad e Tobago (bandiera) · Stati Uniti (bandiera) | Akoon-Purcell, DeVaughn (TW) | 198 cm  | 91 kg  | 05-06-1993   | Illinois State |
| AG/C | 24 | Stati Uniti (bandiera)                                | Plumlee, Mason               | 211 cm  | 116 kg | 05-03-1990   | Duke           |
| G | 25 | Stati Uniti (bandiera)                                | Beasley, Malik               | 196 cm  | 89 kg  | 26-11-1996   | Florida State  |
| G | 27 | Canada (bandiera)                                     | Murray, Jamal                | 193 cm  | 94 kg  | 23-02-1997   | Kentucky       |
| P | 34 | Italia (bandiera)                                     | Esposito, Emmanuele J.       | 179 cm  | 78 kg  | 16-03-2000   | Long Island    |
| A | 41 | Spagna (bandiera)                                     | Hernangómez, Juancho         | 206 cm  | 104 kg | 28-09-1995   | Spagna         |
| C | 45 | Stati Uniti (bandiera)                                | Welsh, Thomas (TW)           | 213 cm  | 116 kg | 03-02-1996   | UCLA           |

### Division
| Northwest Division  | V  | S  | V%    | PR  | Casa | Trasf | Div | PG |
| ------------------- | -- | -- | ----- | --- | ---- | ----- | --- | -- |
| Denver Nuggets      | 15 | 7  | 0.682 | 0   | 9-3  | 6-4   | 2-0 | 22 |
| Oklahoma Thunder    | 14 | 7  | 0.667 | 0.5 | 9-3  | 5-4   | 0-0 | 21 |
| Portland T. Blazers | 13 | 9  | 0.591 | 2.0 | 8-4  | 5-5   | 1-2 | 22 |
| Minnesota T'wolves  | 11 | 11 | 0.500 | 4.0 | 9-3  | 2-8   | 2-1 | 22 |
| Utah Jazz           | 11 | 12 | 0.478 | 4.5 | 2-6  | 9-6   | 0-2 | 23 |

### Conference
| #  | Squadra             | V | S | V% | PR | PG |
| -- | ------------------- | - | - | -- | -- | -- |
| 1  | G.S. Warriors       | 0 | 0 | 0  | 0  | 0  |
| 2  | N.O. Pelicans       | 0 | 0 | 0  | 0  | 0  |
| 3  | Denver Nuggets      | 0 | 0 | 0  | 0  | 0  |
| 4  | San Antonio Spurs   | 0 | 0 | 0  | 0  | 0  |
| 5  | Phoenix Suns        | 0 | 0 | 0  | 0  | 0  |
| 6  | Portland T. Blazers | 0 | 0 | 0  | 0  | 0  |
| 7  | L.A. Clippers       | 0 | 0 | 0  | 0  | 0  |
| 8  | Utah Jazz           | 0 | 0 | 0  | 0  | 0  |
| 9  | Minnesota T'wolves  | 0 | 0 | 0  | 0  | 0  |
| 10 | Memphis Grizzlies   | 0 | 0 | 0  | 0  | 0  |
| 11 | L.A. Lakers         | 0 | 0 | 0  | 0  | 0  |
| 12 | Houston Rockets     | 0 | 0 | 0  | 0  | 0  |
| 13 | Dallas Mavericks    | 0 | 0 | 0  | 0  | 0  |
| 14 | Oklahoma Thunder    | 0 | 0 | 0  | 0  | 0  |
| 15 | Sacramento Kings    | 0 | 0 | 0  | 0  | 0  |

## Mercato

### Free Agency

#### Prolungamenti contrattuali
| Giocatore    | Data      |
| ------------ | --------- |
| Will Barton  | 9 luglio  |
| Nikola Jokić | 9 luglio  |
| Torrey Craig | 10 luglio |
| Monté Morris | 10 luglio |

#### Acquisti
| Giocatore              | Contratto                          | Provenienza       |
| ---------------------- | ---------------------------------- | ----------------- |
| Isaiah Thomas          | 16 luglio 2018                     | L.A. Lakers       |
| Thomas Welsh           | 19 luglio 2018 - Contratto Two Way | UCLA Bruins       |
| Emanuel Terry          | 7 agosto 2018                      | LMU Railsplitters |
| DeVaughn Akoon-Purcell | 7 agosto 2018 - Contratto Two Way  | Bakken Bears      |

#### Cessioni
| Giocatore        | Motivo     | Nuova squadra       |
| ---------------- | ---------- | ------------------- |
| Isaiah Whitehead | Rilasciato | Lokomotiv Kuban'    |
| Emanuel Terry    | Rilasciato | Cleveland Cavaliers |
| Devin Harris     | Free Agent | Dallas Mavericks    |

### Scambi
| 21 giugno 2018 | Denver NuggetsDraft rights per Jarred Vanderbilt (Scelta n° 41 del draft) | Orlando MagicDraft rights per Justin Jackson (Scelta n° 43 del draft) Scelta secondo giro Draft 2019               |
| 6 luglio 2018  | Denver NuggetsCash Considerations                                         | Philadelphia 76ersWilson Chandler Scelta secondo giro Draft 2021 Diritto di scambio scelta secondo giro Draft 2022 |
| 13 luglio 2018 | Denver NuggetsIsaiah Whitehead                                            | Brooklyn NetsKenneth Faried Darrell Arthur Scelta primo giro Draft 2019 Scelta secondo giro Draft 2020             |

## Calendario e risultati

### Preseason
| Preseason 2018                                    | Preseason 2018                                    | Preseason 2018                                    | Preseason 2018                                    | Preseason 2018                                    | Preseason 2018                                    | Preseason 2018                                    | Preseason 2018                                    | Preseason 2018                                    |
| Record preseason: 4-1 (Casa: 1-0; Trasferta: 3-1) | Record preseason: 4-1 (Casa: 1-0; Trasferta: 3-1) | Record preseason: 4-1 (Casa: 1-0; Trasferta: 3-1) | Record preseason: 4-1 (Casa: 1-0; Trasferta: 3-1) | Record preseason: 4-1 (Casa: 1-0; Trasferta: 3-1) | Record preseason: 4-1 (Casa: 1-0; Trasferta: 3-1) | Record preseason: 4-1 (Casa: 1-0; Trasferta: 3-1) | Record preseason: 4-1 (Casa: 1-0; Trasferta: 3-1) | Record preseason: 4-1 (Casa: 1-0; Trasferta: 3-1) |
| Partita                                           | Data                                              | Avversario                                        | Punteggio                                         | Più punti                                         | Più rimbalzi                                      | Più assist                                        | Stadio e spettatori                               | Record                                            |
| ------------------------------------------------- | ------------------------------------------------- | ------------------------------------------------- | ------------------------------------------------- | ------------------------------------------------- | ------------------------------------------------- | ------------------------------------------------- | ------------------------------------------------- | ------------------------------------------------- |
| 1                                                 | 30.9.2018                                         | @ L.A. Lakers                                     | V 124-107                                         | Hernangómez (19)                                  | Plumlee (8)                                       | Plumlee (6)                                       | Valley View Casino Center (13.565)                | 1-0                                               |
| 2                                                 | 2.10.2018                                         | @ L.A. Lakers                                     | V 113-111                                         | Plumlee (23)                                      | Jokić (6)                                         | Lyles (6)                                         | Staples Center (18.997)                           | 2-0                                               |
| 3                                                 | 5.10.2018                                         | Perth Wildcats                                    | V 96-88                                           | Morris (15)                                       | Millsap (9)                                       | Morris (9)                                        | Pepsi Center (9.812)                              | 3-0                                               |
| 4                                                 | 9.10.2018                                         | @ L.A. Clippers                                   | P 103-109                                         | Lyles (15)                                        | Hernangómez (12)                                  | Morris (6)                                        | Staples Center (10.187)                           | 3-1                                               |
| 5                                                 | 12.10.2018                                        | @ Chicago Bulls                                   | V 103-109                                         | Harris (18)                                       | Plumlee (9)                                       | Barton (7)                                        | United Center (18.973)                            | 4-1                                               |

### Regular season

#### Ottobre
| Ottobre 2018                                    | Ottobre 2018                                    | Ottobre 2018                                    | Ottobre 2018                                    | Ottobre 2018                                    | Ottobre 2018                                    | Ottobre 2018                                    | Ottobre 2018                                    | Ottobre 2018                                    |
| Record ottobre: 6-1 (Casa: 4-0; Trasferta: 2-1) | Record ottobre: 6-1 (Casa: 4-0; Trasferta: 2-1) | Record ottobre: 6-1 (Casa: 4-0; Trasferta: 2-1) | Record ottobre: 6-1 (Casa: 4-0; Trasferta: 2-1) | Record ottobre: 6-1 (Casa: 4-0; Trasferta: 2-1) | Record ottobre: 6-1 (Casa: 4-0; Trasferta: 2-1) | Record ottobre: 6-1 (Casa: 4-0; Trasferta: 2-1) | Record ottobre: 6-1 (Casa: 4-0; Trasferta: 2-1) | Record ottobre: 6-1 (Casa: 4-0; Trasferta: 2-1) |
| Partita                                         | Data                                            | Avversario                                      | Punteggio                                       | Più punti                                       | Più rimbalzi                                    | Più assist                                      | Stadio e spettatori                             | Record                                          |
| ----------------------------------------------- | ----------------------------------------------- | ----------------------------------------------- | ----------------------------------------------- | ----------------------------------------------- | ----------------------------------------------- | ----------------------------------------------- | ----------------------------------------------- | ----------------------------------------------- |
| 1                                               | 17.10.2018                                      | @ L.A. Clippers                                 | V 107-98                                        | Jokić (18)                                      | Millsap (9)                                     | Jokić (7)                                       | Staples Center (19.068)                         | 1-0                                             |
| 2                                               | 20.10.2018                                      | Phoenix Suns                                    | V 119-91                                        | Jokić (35)                                      | Jokić (12)                                      | Jokić (11)                                      | Pepsi Center (19.592)                           | 2-0                                             |
| 3                                               | 21.10.2018                                      | G.S. Warriors                                   | V 100-98                                        | Jokić (28)                                      | Jokić (11)                                      | Harris (6)                                      | Pepsi Center (19.520)                           | 3-0                                             |
| 4                                               | 23.10.2018                                      | Sacramento Kings                                | V 126-112                                       | Murray (19)                                     | Jokić (12)                                      | Morris (7)                                      | Pepsi Center (13.214)                           | 4-0                                             |
| 5                                               | 25.10.2018                                      | @ L.A. Lakers                                   | P 114-121                                       | Jokić (24)                                      | Jokić (11)                                      | Morris (7)                                      | Staples Center (18.997)                         | 4-1                                             |
| 6                                               | 29.10.2018                                      | N.O. Pelicans                                   | V 116-111                                       | Harris, Murray (23)                             | Jokić (9)                                       | Jokić (10)                                      | Pepsi Center (15.217)                           | 5-1                                             |
| 7                                               | 31.10.2018                                      | @ Chicago Bulls                                 | V 108-107 (OT)                                  | Jokić (22)                                      | Jokić (12)                                      | Jokić (9)                                       | United Center (19.027)                          | 6-1                                             |

#### Novembre
| Novembre 2018                                    | Novembre 2018                                    | Novembre 2018                                    | Novembre 2018                                    | Novembre 2018                                    | Novembre 2018                                    | Novembre 2018                                    | Novembre 2018                                    | Novembre 2018                                    |
| Record novembre: 9-6 (Casa: 5-3; Trasferta: 4-3) | Record novembre: 9-6 (Casa: 5-3; Trasferta: 4-3) | Record novembre: 9-6 (Casa: 5-3; Trasferta: 4-3) | Record novembre: 9-6 (Casa: 5-3; Trasferta: 4-3) | Record novembre: 9-6 (Casa: 5-3; Trasferta: 4-3) | Record novembre: 9-6 (Casa: 5-3; Trasferta: 4-3) | Record novembre: 9-6 (Casa: 5-3; Trasferta: 4-3) | Record novembre: 9-6 (Casa: 5-3; Trasferta: 4-3) | Record novembre: 9-6 (Casa: 5-3; Trasferta: 4-3) |
| Partita                                          | Data                                             | Avversario                                       | Punteggio                                        | Più punti                                        | Più rimbalzi                                     | Più assist                                       | Stadio e spettatori                              | Record                                           |
| ------------------------------------------------ | ------------------------------------------------ | ------------------------------------------------ | ------------------------------------------------ | ------------------------------------------------ | ------------------------------------------------ | ------------------------------------------------ | ------------------------------------------------ | ------------------------------------------------ |
| 8                                                | 1.11.2018                                        | @ Cleveland Cavaliers                            | V 110-91                                         | Hernangómez (22)                                 | Lyles (12)                                       | Beasley (9)                                      | Quicken Loans Arena (19.432)                     | 7-1                                              |
| 9                                                | 3.11.2018                                        | Utah Jazz                                        | V 103-88                                         | Harris (20)                                      | Jokić (10)                                       | Jokić (16)                                       | Pepsi Center (19.520)                            | 8-1                                              |
| 10                                               | 5.11.2018                                        | Boston Celtics                                   | V 115-107                                        | Murray (48)                                      | Jokić (10)                                       | Jokić (8)                                        | Pepsi Center (19.520)                            | 9-1                                              |
| 11                                               | 7.11.2018                                        | @ Memphis Grizzlies                              | P 87-89                                          | Harris (20)                                      | Lyles (9)                                        | Murray (7)                                       | FedExForum (15.832)                              | 9-2                                              |
| 12                                               | 9.11.2018                                        | Brooklyn Nets                                    | P 110-112                                        | Jokić (37)                                       | Jokić (21)                                       | Murray (7)                                       | Pepsi Center (19.520)                            | 9-3                                              |
| 13                                               | 11.11.2018                                       | Milwaukee Bucks                                  | P 114-121                                        | Millsap (25)                                     | Millsap, Jokić (8)                               | Morris (10)                                      | Pepsi Center (19.520)                            | 9-4                                              |
| 14                                               | 13.11.2018                                       | Houston Rockets                                  | P 99-109                                         | Morris (19)                                      | Jokić (12)                                       | Jokić (7)                                        | Pepsi Center (16.741)                            | 9-5                                              |
| 15                                               | 15.11.2018                                       | Atlanta Hawks                                    | V 138-93                                         | Hernangómez (25)                                 | Hernangómez, Millsap, Jokić (9)                  | Jokić (7)                                        | Pepsi Center (15.103)                            | 10-5                                             |
| 16                                               | 17.11.2018                                       | @ N.O. Pelicans                                  | P 115-125                                        | Jokić (25)                                       | Hernangómez (11)                                 | Jokić (8)                                        | Smoothie King Center (15.408)                    | 10-6                                             |
| 17                                               | 19.11.2018                                       | @ Milwaukee Bucks                                | P 98-104                                         | Jokić (20)                                       | Millsap (9)                                      | Murray (9)                                       | Fiserv Forum (17.341)                            | 10-7                                             |
| 18                                               | 21.11.2018                                       | @ Minnesota T'wolves                             | V 103-101                                        | Millsap (25)                                     | Jokić (12)                                       | Jokić (10)                                       | Target Center (15.086)                           | 11-7                                             |
| 19                                               | 23.11.2018                                       | Orlando Magic                                    | V 112-87                                         | Lyles (22)                                       | Plumlee (11)                                     | Jokić (10)                                       | Pepsi Center (19.520)                            | 12-7                                             |
| 20                                               | 24.11.2018                                       | @ Oklahoma Thunder                               | V 105-98                                         | Murray (22)                                      | Craig (10)                                       | Murray (8)                                       | Chesapeake Energy Arena (18.203)                 | 13-7                                             |
| 21                                               | 27.11.2018                                       | L.A. Lakers                                      | V 117-85                                         | Millsap, Beasley (20)                            | Millsap (10)                                     | Jokić, Morris (8)                                | Pepsi Center (19.583)                            | 14-7                                             |
| 22                                               | 30.11.2018                                       | @ Portland T. Blazers                            | V 113-112                                        | Harris (27)                                      | Hernangómez (11)                                 | Jokić (8)                                        | Moda Center (19.459)                             | 15-7                                             |

#### Dicembre
| Dicembre 2018                                    | Dicembre 2018                                    | Dicembre 2018                                    | Dicembre 2018                                    | Dicembre 2018                                    | Dicembre 2018                                    | Dicembre 2018                                    | Dicembre 2018                                    | Dicembre 2018                                    |
| Record dicembre: 8-4 (Casa: 5-0; Trasferta: 3-4) | Record dicembre: 8-4 (Casa: 5-0; Trasferta: 3-4) | Record dicembre: 8-4 (Casa: 5-0; Trasferta: 3-4) | Record dicembre: 8-4 (Casa: 5-0; Trasferta: 3-4) | Record dicembre: 8-4 (Casa: 5-0; Trasferta: 3-4) | Record dicembre: 8-4 (Casa: 5-0; Trasferta: 3-4) | Record dicembre: 8-4 (Casa: 5-0; Trasferta: 3-4) | Record dicembre: 8-4 (Casa: 5-0; Trasferta: 3-4) | Record dicembre: 8-4 (Casa: 5-0; Trasferta: 3-4) |
| Partita                                          | Data                                             | Avversario                                       | Punteggio                                        | Più punti                                        | Più rimbalzi                                     | Più assist                                       | Stadio e spettatori                              | Record                                           |
| ------------------------------------------------ | ------------------------------------------------ | ------------------------------------------------ | ------------------------------------------------ | ------------------------------------------------ | ------------------------------------------------ | ------------------------------------------------ | ------------------------------------------------ | ------------------------------------------------ |
| 23                                               | 3.12.2018                                        | @ Toronto Raptors                                | V 106-103                                        | Jokić (23)                                       | Jokić (11)                                       | Jokić (15)                                       | Scotiabank Arena (19.800)                        | 16-7                                             |
| 24                                               | 5.12.2018                                        | @ Orlando Magic                                  | V 124-118 (OT)                                   | Murray (31)                                      | Jokić, Millsap (8)                               | Jokić (13)                                       | Amway Center (16.636)                            | 17-7                                             |
| 25                                               | 7.12.2018                                        | @ Charlotte Hornets                              | P 107-113                                        | Murray (20)                                      | Jokić (11)                                       | Murray (7)                                       | Spectrum Center (13.755)                         | 17-8                                             |
| 26                                               | 8.12.2018                                        | @ Atlanta Hawks                                  | P 98-106                                         | Jokić (24)                                       | Jokić (11)                                       | Jokić, Morris (7)                                | Philips Arena (14.409)                           | 17-9                                             |
| 27                                               | 10.12.2018                                       | Memphis Grizzlies                                | V 105-99                                         | Jokić (27)                                       | Jokić (12)                                       | Jokić (6)                                        | Pepsi Center (15.278)                            | 18-9                                             |
| 28                                               | 14.12.2018                                       | Oklahoma Thunder                                 | V 109-98                                         | Jokić (24)                                       | Jokić (15)                                       | Jokić (9)                                        | Pepsi Center (19.520)                            | 19-9                                             |
| 29                                               | 16.12.2018                                       | Toronto Raptors                                  | V 95-86                                          | Jokić (26)                                       | Jokić (9)                                        | Jokić, Morris, Murray (4)                        | Pepsi Center (19.520)                            | 20-9                                             |
| 30                                               | 18.12.2018                                       | Dallas Mavericks                                 | V 126-118                                        | Jokić (32)                                       | Jokić (16)                                       | Murray (15)                                      | Pepsi Center (15.764)                            | 21-9                                             |
| 31                                               | 22.12.2018                                       | @ L.A. Clippers                                  | P 111-132                                        | Jokić (32)                                       | Plumlee (32)                                     | Morris (32)                                      | Staples Center                                   | 21-10                                            |
| 32                                               | 26.12.2018                                       | @ San Antonio Spurs                              | P 103-111                                        | Hernangómez (27)                                 | Hernangómez (13)                                 | Jokić (10)                                       | AT&T Center (18.408)                             | 21-11                                            |
| 33                                               | 28.12.2018                                       | San Antonio Spurs                                | V 102-99                                         | Murray (31)                                      | Plumlee (13)                                     | Jokić (9)                                        | Pepsi Center (20.076)                            | 22-11                                            |
| 34                                               | 29.12.2018                                       | @ Phoenix Suns                                   | V 122-118                                        | Murray (46)                                      | Hernangómez (9)                                  | Jokić (9)                                        | Talking Stick Resort Arena (14.975)              | 23-11                                            |

#### Gennaio
| Gennaio 2019                                     | Gennaio 2019                                     | Gennaio 2019                                     | Gennaio 2019                                     | Gennaio 2019                                     | Gennaio 2019                                     | Gennaio 2019                                     | Gennaio 2019                                     | Gennaio 2019                                     |
| Record gennaio: 12-4 (Casa: 8-1; Trasferta: 4-3) | Record gennaio: 12-4 (Casa: 8-1; Trasferta: 4-3) | Record gennaio: 12-4 (Casa: 8-1; Trasferta: 4-3) | Record gennaio: 12-4 (Casa: 8-1; Trasferta: 4-3) | Record gennaio: 12-4 (Casa: 8-1; Trasferta: 4-3) | Record gennaio: 12-4 (Casa: 8-1; Trasferta: 4-3) | Record gennaio: 12-4 (Casa: 8-1; Trasferta: 4-3) | Record gennaio: 12-4 (Casa: 8-1; Trasferta: 4-3) | Record gennaio: 12-4 (Casa: 8-1; Trasferta: 4-3) |
| Partita                                          | Data                                             | Avversario                                       | Punteggio                                        | Più punti                                        | Più rimbalzi                                     | Più assist                                       | Stadio e spettatori                              | Record                                           |
| ------------------------------------------------ | ------------------------------------------------ | ------------------------------------------------ | ------------------------------------------------ | ------------------------------------------------ | ------------------------------------------------ | ------------------------------------------------ | ------------------------------------------------ | ------------------------------------------------ |
| 35                                               | 1.1.2019                                         | N.Y. Knicks                                      | V 115-108                                        | Beasley (23)                                     | Jokić (14)                                       | Jokić (15)                                       | Pepsi Center (19.520)                            | 24-11                                            |
| 36                                               | 3.1.2019                                         | @ Sacramento Kings                               | V 117-113                                        | Murray (36)                                      | Jokić (13)                                       | Jokić, Murray (6)                                | Golden 1 Center (17.583)                         | 25-11                                            |
| 37                                               | 5.1.2019                                         | Charlotte Hornets                                | V 123-110                                        | Jokić (39)                                       | Jokić (12)                                       | Murray (7)                                       | Pepsi Center (19.861)                            | 26-11                                            |
| 38                                               | 7.1.2019                                         | @ Houston Rockets                                | P 113-125                                        | Jokić (24)                                       | Jokić (13)                                       | Morris (5)                                       | Toyota Center (18.055)                           | 26-12                                            |
| 39                                               | 8.1.2019                                         | @ Miami Heat                                     | V 103-99                                         | Jokić (29)                                       | Craig (16)                                       | Jokić (10)                                       | American Airlines Arena (19.600)                 | 27-12                                            |
| 40                                               | 10.1.2019                                        | L.A. Clippers                                    | V 121-100                                        | Murray (23)                                      | Jokić (14)                                       | Jokić (10)                                       | Pepsi Center (15.742)                            | 28-12                                            |
| 41                                               | 12.1.2019                                        | @ Phoenix Suns                                   | P 93-102                                         | Jokić (23)                                       | Millsap (11)                                     | Murray, Morris (5)                               | Talking Stick Resort Arena                       | 28-13                                            |
| 42                                               | 13.1.2019                                        | Portland T. Blazers                              | V 116-113                                        | Jokić (40)                                       | Jokić (10)                                       | Jokić (8)                                        | Pepsi Center (19.520)                            | 29-13                                            |
| 43                                               | 15.1.2019                                        | G.S. Warriors                                    | P 111-142                                        | Beasley (22)                                     | Barton (8)                                       | Jokić (8)                                        | Pepsi Center (19.896)                            | 29-14                                            |
| 44                                               | 17.1.2019                                        | Chicago Bulls                                    | V 135-105                                        | Murray (25)                                      | Jokić (8)                                        | Jokić (11)                                       | Pepsi Center (17.289)                            | 30-14                                            |
| 45                                               | 19.1.2019                                        | Cleveland Cavaliers                              | V 124-102                                        | Murray (26)                                      | Jokić (11)                                       | Jokić (12)                                       | Pepsi Center (19.520)                            | 31-14                                            |
| 46                                               | 23.1.2019                                        | @ Utah Jazz                                      | P 103-99                                         | Jokić (28)                                       | Jokić (21)                                       | Jokić (6)                                        | Vivint Smart Home Arena (18.306)                 | 31-15                                            |
| 47                                               | 25.1.2019                                        | Phoenix Suns                                     | V 132-95                                         | Millsap (20)                                     | Millsap (9)                                      | Plumlee (6)                                      | Pepsi Center (17.425)                            | 32-15                                            |
| 48                                               | 26.1.2019                                        | Philadelphia 76ers                               | V 126-110                                        | Jokić (28)                                       | Jokić (21)                                       | Jokić (6)                                        | Pepsi Center (19.673)                            | 33-15                                            |
| 49                                               | 28.1.2019                                        | @ Memphis Grizzlies                              | V 95-92                                          | Jokić (24)                                       | Plumlee (7)                                      | Harris, Jokić, Beasley (3)                       | FedExForum (12.917)                              | 34-15                                            |
| 50                                               | 30.1.2019                                        | @ N.O. Pelicans                                  | V 105-99                                         | Beasley (22)                                     | Jokić (13)                                       | Jokić (10)                                       | Smoothie King Center (14.211)                    | 35-15                                            |

#### Febbraio
| Febbraio 2019                                    | Febbraio 2019                                    | Febbraio 2019                                    | Febbraio 2019                                    | Febbraio 2019                                    | Febbraio 2019                                    | Febbraio 2019                                    | Febbraio 2019                                    | Febbraio 2019                                    |
| Record febbraio: 2-1 (Casa: 1-0; Trasferta: 1-1) | Record febbraio: 2-1 (Casa: 1-0; Trasferta: 1-1) | Record febbraio: 2-1 (Casa: 1-0; Trasferta: 1-1) | Record febbraio: 2-1 (Casa: 1-0; Trasferta: 1-1) | Record febbraio: 2-1 (Casa: 1-0; Trasferta: 1-1) | Record febbraio: 2-1 (Casa: 1-0; Trasferta: 1-1) | Record febbraio: 2-1 (Casa: 1-0; Trasferta: 1-1) | Record febbraio: 2-1 (Casa: 1-0; Trasferta: 1-1) | Record febbraio: 2-1 (Casa: 1-0; Trasferta: 1-1) |
| Partita                                          | Data                                             | Avversario                                       | Punteggio                                        | Più punti                                        | Più rimbalzi                                     | Più assist                                       | Stadio e spettatori                              | Record                                           |
| ------------------------------------------------ | ------------------------------------------------ | ------------------------------------------------ | ------------------------------------------------ | ------------------------------------------------ | ------------------------------------------------ | ------------------------------------------------ | ------------------------------------------------ | ------------------------------------------------ |
| 51                                               | 1.2.2019                                         | Houston Rockets                                  | V 136-122                                        | Beasley (35)                                     | Jokić (13)                                       | Jokić (9)                                        | Pepsi Center (20.106)                            | 36-15                                            |
| 52                                               | 2.2.2019                                         | @ Minnesota T'wolves                             | V 107-106                                        | Beasley (22)                                     | Jokić (16)                                       | Jokić, Morris (10)                               | Target Center (17.208)                           | 37-15                                            |
| 53                                               | 4.2.2019                                         | @ Detroit Pistons                                | P 103-129                                        | Lyles (20)                                       | Plumlee (11)                                     | Barton (7)                                       | Little Caesars Arena (12.589)                    | 37-16                                            |
| 54                                               | 6.2.2019                                         | @ Brooklyn Nets                                  |                                                  |                                                  |                                                  |                                                  | Barclays Center                                  |                                                  |
| 55                                               | 8.2.2019                                         | @ Philadelphia 76ers                             |                                                  |                                                  |                                                  |                                                  | Wells Fargo Center                               |                                                  |
| 56                                               | 11.2.2019                                        | Miami Heat                                       |                                                  |                                                  |                                                  |                                                  | Pepsi Center                                     |                                                  |
| 57                                               | 13.2.2019                                        | Sacramento Kings                                 |                                                  |                                                  |                                                  |                                                  | Pepsi Center                                     |                                                  |
| Pausa All-Star Weekend                           |                                                  |                                                  |                                                  |                                                  |                                                  |                                                  |                                                  |                                                  |
| 58                                               | 22.2.2019                                        | @ Dallas Mavericks                               |                                                  |                                                  |                                                  |                                                  | American Airlines Center                         |                                                  |
| 59                                               | 24.2.2019                                        | L.A. Clippers                                    |                                                  |                                                  |                                                  |                                                  | Pepsi Center                                     |                                                  |
| 60                                               | 26.2.2019                                        | Oklahoma Thunder                                 |                                                  |                                                  |                                                  |                                                  | Pepsi Center                                     |                                                  |
| 61                                               | 28.2.2019                                        | Utah Jazz                                        |                                                  |                                                  |                                                  |                                                  | Pepsi Center                                     |                                                  |

## Premi individuali
| Assegnato a  | Premio                                       | Data premio     | Ref.  |
| ------------ | -------------------------------------------- | --------------- | ----- |
| Nikola Jokić | Giocatore della settimana Western Conference | 23 ottobre 2018 | [ 1 ] |
| Paul Millsap | Giocatore della settimana Western Conference | 3 dicembre 2018 | [ 2 ] |
| Nikola Jokić | Giocatore della settimana Western Conference | 7 gennaio 2019  | [ 3 ] |
| Nikola Jokić | Giocatore della settimana Western Conference | 4 febbraio 2019 | [ 4 ] |